# Salmo 6

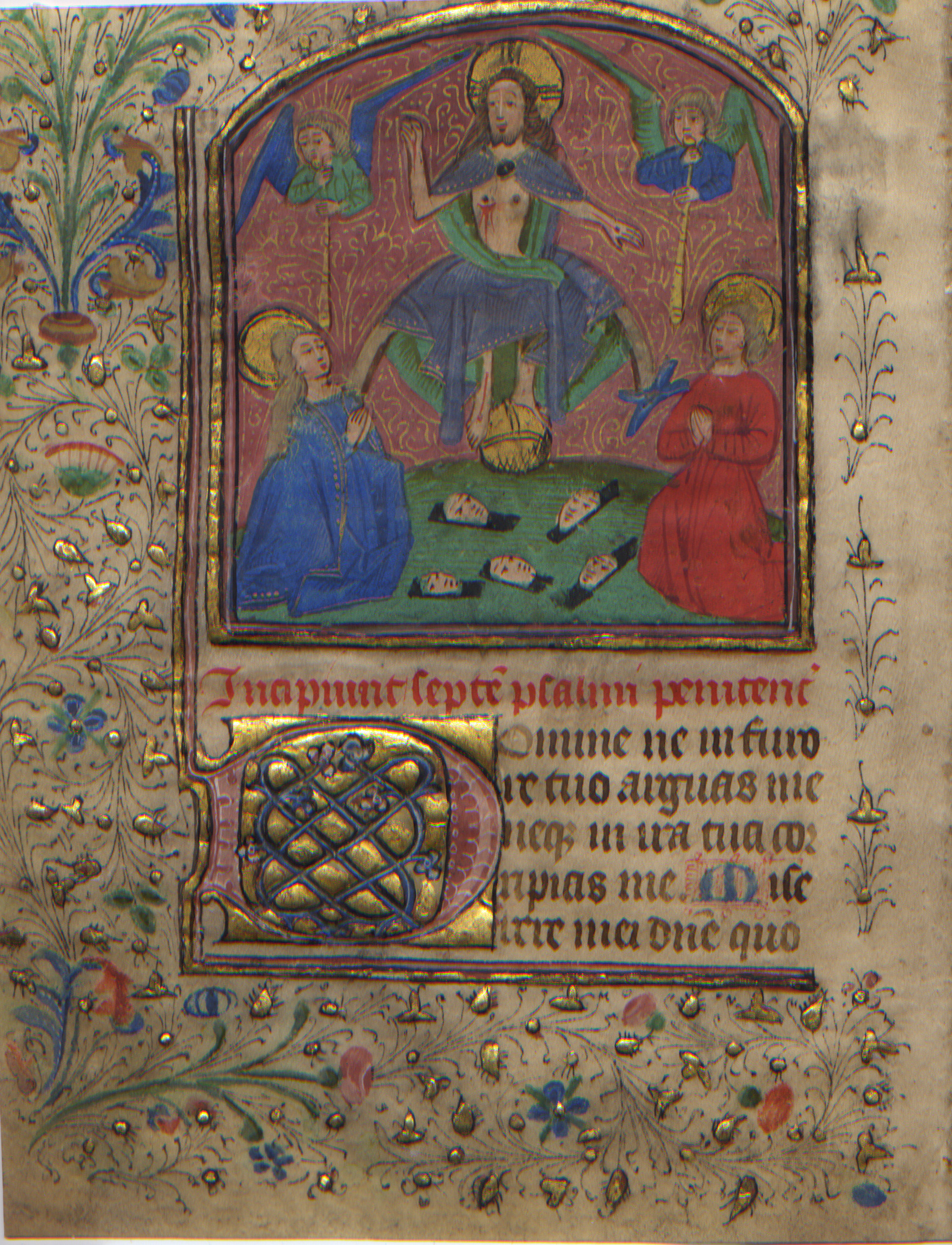
Miniatura da un salterio realizzato nel sud della Francia nel XV secolo. Il testo è l'incipit del salmo 6 in latino.

Il salmo 6 costituisce il sesto capitolo del Libro dei salmi, nella traduzione della Bibbia CEI inizia con le parole: "Signore, non punirmi nella tua ira". In latino è noto con il titolo "Domine ne in furore tuo arguas me".
È tradizionalmente attribuito al re Davide ed è il primo dei sette salmi penitenziali.